# ミリツァ・メドヴェド
ミリツァ・メドヴェド（Milica Medved、2002年1月16日 - ）は、セルビアの女子バレーボール選手。セルビア代表。

## 来歴

### クラブチーム
スタラ・パゾヴァ出身。2017年、OK Omladinacに入団。2019年、Jedinstvo Stara Pazovaと契約し、5年間プレーした。セルビア国内リーグでは2022/23、2023/24シーズンの連覇に貢献した。また、2023/24シーズンのリーグではベストレシーバー部門でトップの活躍をみせ、ベストリベロ賞を受賞した。2024年5月、2024/25シーズンから新設されるLOVBに参戦することが発表され、マディソン所属となった。

### 代表チーム
アンダーカテゴリーの代表として2018年、U-17欧州選手権に出場した。2024年、シニア代表に初選出され、同年のネーションズリーグに出場した。

## 球歴
- ネーションズリーグ - 2024年

## 受賞歴
- 2024年 - 2023/24セルビア国内リーグ ベストリベロ賞

## 所属クラブ
- OK Omladinac（2017-2019年）
- Jedinstvo Stara Pazova（2019-2024年）
- LOVBマディソン（2024年-）